# Lannea angolensis
Lannea angolensis är en sumakväxtart som beskrevs av R. Fernandes & Mendes. Lannea angolensis ingår i släktet Lannea och familjen sumakväxter. Inga underarter finns listade i Catalogue of Life.